# Теплове випромінювання
Теплове випромінювання — це електромагнітне випромінювання, що створюється тепловим рухом заряджених частинок в речовині. Вся матерія з температурою вище абсолютного нуля випромінює теплове випромінювання. Коли температура тіла більше абсолютного нуля, міжатомні зіткнення викликають зміни кінетичної енергії атомів або молекул. Це призводить до прискорення зарядів і/або дипольних коливань, які в свою чергу зумовлюють електромагнітне випромінювання, широкий спектр якого відображає широкий спектр енергій і прискорень, які реалізуються навіть при одній температур. Тобто це електромагнітне випромінювання з безперервним спектром, що випускається нагрітими тілами за рахунок їх теплової енергії.
Залежно від температури тіла, що випромінює, теплове випромінювання може належати до різних діапазонів згідно із законом зміщення Віна, але синонімом даного терміна часто називають інфрачервоне випромінювання. Характеристики теплового випромінювання (всі залежать від температури):
- енергетична світність тіла (інтегральна випромінювальна здатність)
- спектральна випромінювальна здатність
- інтегральна поглинальна здатність
- спектральна поглинальна здатність

Відношення випромінювальної здатності до поглинальної здатності тіла не залежить від природи тіла, є функцією довжини хвилі тіла і температури.
Чим більше тіло поглинає певного (електромагнітного)випромінювання, тим більше воно випромінює тих самих хвиль при тій самій температурі.